# US-Heeresgarnison Rheinland-Pfalz

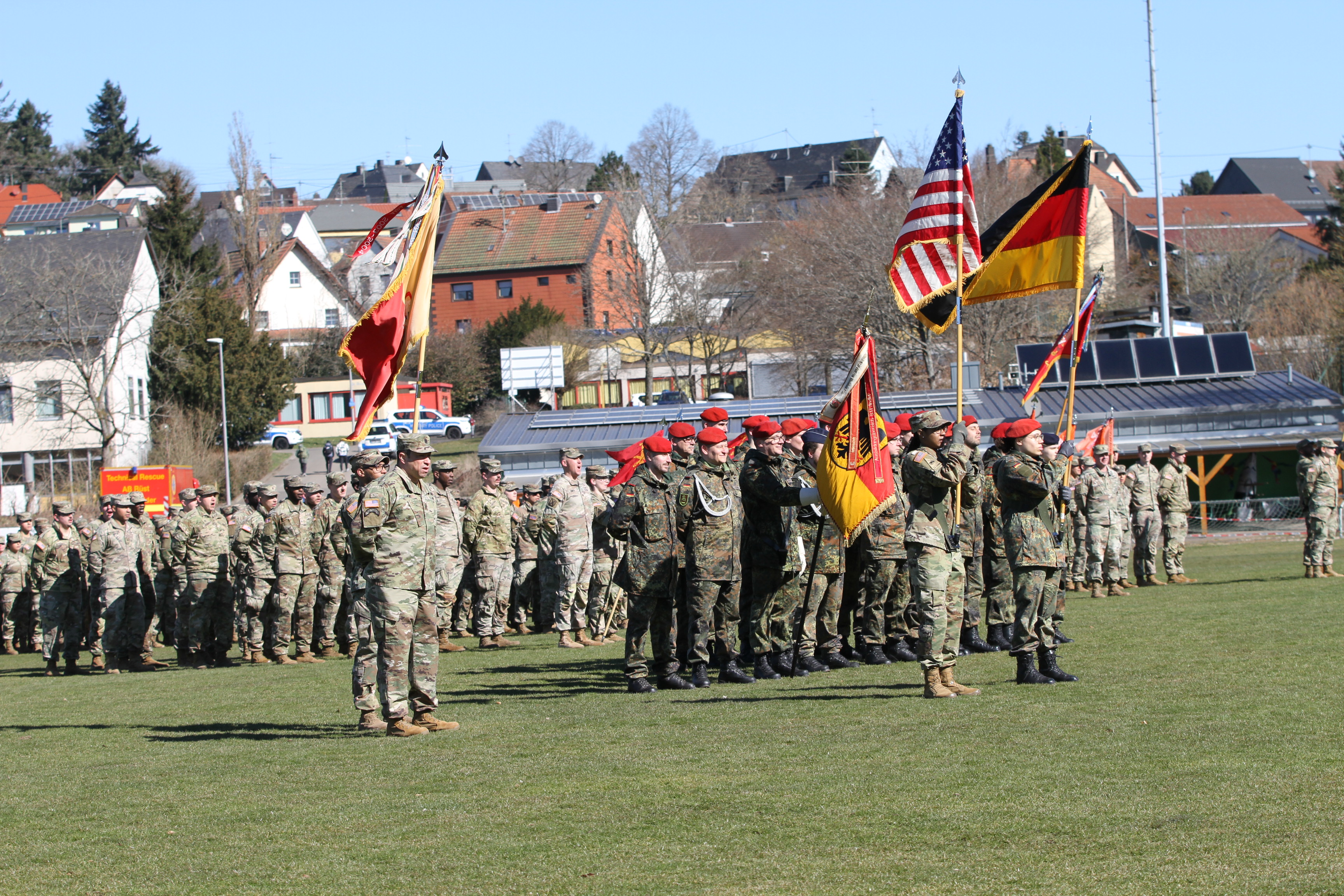
Soldaten der U.S. Army und der Bundeswehr bei ihrer Ankunft im Brühl-Stadion anlässlich des 80-jährigen Jubiläums der US-Militärpräsenz in Baumholder, Deutschland, am 18. März 2025 in Paradeposition.

Die US-Heeresgarnison Rheinland-Pfalz (englisch United States Army Garrison Rheinland-Pfalz, Abkürzungen: USAG Rheinland-Pfalz und USAG RP) ist eine 2013  gegründete Garnison der U.S. Army, deren Hauptquartier in Kaiserslautern ist. Im Jahre 2023  umfasste die Garnison rund 40.000 Einwohner, davon etwa 16.000 militärische und zivile Mitarbeiter.  Sie entstand aus der Zusammenlegung von  33 Standorten, unter ihnen die ehemaligen Garnisonen Baumholder, Kaiserslautern, Mannheim, die Depots  Grünstadt und Germersheim sowie zwei  Standorte in Bulgarien und Rumänien.

## Standorte und Einrichtungen

### Baumholder
- Baumholder Airfield
- Smith Barracks[5]
- Walter C. Wetzel Kaserne[6]

### Germersheim
- Germersheim Army Depot[7]

### Kaiserslautern
- Daenner Kaserne[8]
- Kaiserslautern Army Depot[9]
- Equipment Support Center Kaiserslautern[10]
- Kleber Kaserne[11]
- Pulaski Barracks[12]
- Panzer Kaserne[13]
- Rhine Ordnance Barracks
- Defence Logistics Agency

### Weilerbach
- Landstuhl Regional Medical Center (LRMC) (USA, USAF) 2022: Schließung und Verlegung des LRMC nach Weilerbach
- Polygone Station Bann-Kahlenberg

### Miesau
- Miesau Army Depot

### Sembach
- Sembach Kaserne[14]
- Heuberg Kaserne[15]

### Mannheim
- Coleman Barracks

### Grünstadt
- US Army Depot Grünstadt[16]

### Novo Selo(Bulgarien)
- Novo Selo Training Area

### Mihail Kogalniceau(Rumänien)
- Mihail Kogalniceau Air Base Romania[4]